# Церковь Святых Петра и Павла (Жупраны)
Церковь Святых апостолов Петра и Павла (бел. Касцёл Святых апосталаў Пятра і Паўла) — католический храм в агрогородке Жупраны, Гродненская область, Беларусь. Относится к Ошмянскому деканату Гродненского диоцеза. Памятник архитектуры в стиле неоготики, построен в 1854—1875 годах. Включён в Государственный список историко-культурных ценностей Республики Беларусь (код — 412Г000071).

## История

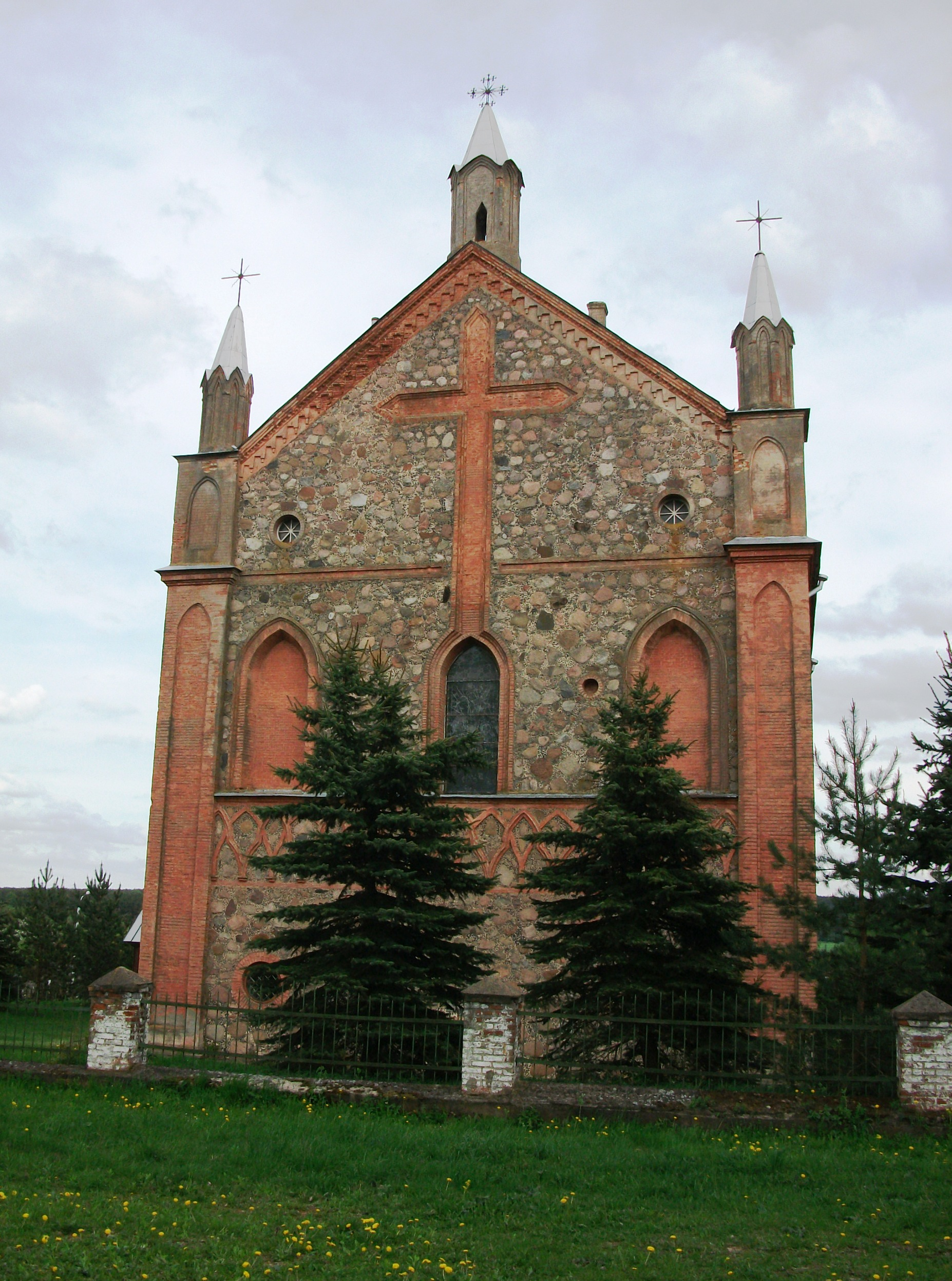
Задняя стена храма

Приход в Жупранах основан в XVI веке, тогда же освящён деревянный храм. В конце XVI века, когда Жупраны принадлежали Радзивиллам, многие из которых были кальвинистами, приспособлен под кальвинистский собор. В XIX веке Жупраны перешли к роду Чапских, граф Адам Чапский в 1853 году выделил средства на постройку каменного католического храма. В 1863—1864 годах строительство было приостановлено из-за восстания. В 1875 году храм достроен и освящён 12 октября 1875 года во имя апостолов Петра и Павла/
В 1900 году в храме отпели белорусского поэта Франциска Богушевича, его могила находится на прикостёльном кладбище.

## Архитектура
Храм Петра и Павла — памятник архитектуры в стиле неоготики. В плане представляет собой прямоугольник, разделенный на три нефа, апсида за пресвитерием отсутствует. К главному фасаду пристроена выступающая трёхъярусная прямоугольная в плане башня, завершённая восьмериком со стрельчатыми проёмами и шатром. Из-за отсутствия апсиды задняя стена храма плоская, украшена крестом. Стены храма декорированы узорами из бутового камня. Интерьер поделён на три нефа восемью колоннами на высоких постаментах. Центральный неф костела перекрыт цилиндрическим сводом, боковые нефы — крестовыми. В интерьере сохранилась орнаментальная роспись XIX века. Во внутреннюю стену храма вмурована мемориальная доска в честь Ф. Богушевича.